# Nissoria
Nissoria település Olaszországban, Szicília régióban, Enna megyében. Lakosainak száma 2844 fő (2023. január 1.). Nissoria Agira, Assoro, Gagliano Castelferrato, Leonforte és Nicosia községekkel határos.

## Népesség
A település lakossága az elmúlt években az alábbi módon változott:
| Lakosok száma | 2992 | 2987 | 2844 |
|               | 2017 | 2018 | 2023 |